# Pierre Joseph Didier Boissieu
Pierre Joseph Didier de Boissieu né à Saint-Marcellin le 15 mars 1754 et mort à Saint-Marcellin le 23 novembre 1812 est un homme politique français. Durant la Révolution française, il est élu député suppléant de l'Isère à l'Assemblée nationale Législative puis député titulaire à la Convention nationale.

## Biographie
Pierre Joseph Didier de Boissieu est le fils de Jean-Joseph de Boissieu, docteur en médecine de la faculté de Montpellier et consul de Saint-Marcellin, et de Anne François, il est le frère du botaniste Joseph Hugues Boissieu La Martinière, disparu au cours de l'expédition de La Pérouse.
Il épouse au début des années 1780 Claudine Charlotte Antoinette Heurard de Fontgalland, fille d'un ancien garde du corps du roi Louis XV.
Avocat et lieutenant de police au bailliage de Saint-Marcellin, il est élu administrateur de l'Isère puis député suppléant à l'Assemblée législative le 1er octobre 1791.
Député apparenté à la Plaine à la Convention nationale, il se prononce en faveur de la détention de Louis XVI puis de son bannissement à la paix, vote en faveur de la mise en accusation de Marat et également en faveur du rétablissement de la Commission des Douze. Actif durant la période de la Convention thermidorienne, il proteste contre le culte dont Marat était l'objet, appuie une pétition qui demandait la suppression du calendrier républicain, fait rejeter, pour les émigrés qui réclamaient leur radiation, la nécessité de se constituer préalablement prisonnier, et s'oppose au réarmement des patriotes qui avaient soutenu la répression nationale du 13 vendemiaire.
Il publie en 1794 une Réflexion sur la festomanie, sur le phénomène des fêtes civiques consécutives à la déchristianisation de l'an II.
Le 23 vendémiaire an IV, il est élu membre du Conseil des Cinq-Cents. Il combattit la proposition d'armer des citoyens qui étaient venus spontanément au secours de la Convention le 13 vendémiaire et il donna sa démission quelques jours après.
Nommé en 1800 conseiller d’arrondissement, il remplit ces fonctions jusqu’à sa mort.